# Pro Patria et Libertate Sezione Calcio 1949-1950
Questa voce raccoglie le informazioni riguardanti la Pro Patria et Libertate Sezione Calcio nelle competizioni ufficiali della stagione 1949-1950.

## Stagione
Nella stagione 1949-50 la Pro Patria ha disputato il campionato di Serie A, con 34 punti in classifica si è piazzata in undicesima posizione. Lo scudetto tricolore è andato alla Juventus che ha vinto il torneo con 62 punti, secondo il Milan con 57 punti, terzo l'Inter con 49 punti.

## Rosa
| N. |                     | Ruolo | Calciatore       |
| -- | ------------------- | ----- | ---------------- |
|    | Italia (bandiera)   | P     | Angelo Uboldi    |
|    | Ungheria (bandiera) | D     | Jenő Vinyei      |
|    | Italia (bandiera)   | D     | Antonio Azimonti |
|    | Italia (bandiera)   | C     | Antonio Fossati  |
|    | Italia (bandiera)   | C     | Alfonso Borra    |
|    | Italia (bandiera)   | C     | Piero Pozzi      |
|    | Italia (bandiera)   | C     | Guglielmo Toros  |
|    | Italia (bandiera)   | C     | Giobatta Martini |
|    | Italia (bandiera)   | C     | Carlo Ceriotti   |
|    | Italia (bandiera)   | C     | Angelo Turconi   |

| N. |                     | Ruolo | Calciatore        |
| -- | ------------------- | ----- | ----------------- |
|    | Italia (bandiera)   | A     | Giorgio Barsanti  |
|    | Italia (bandiera)   | A     | Umberto Guarnieri |
|    | Italia (bandiera)   | A     | Francesco La Rosa |
|    | Italia (bandiera)   | A     | Emidio Cavigioli  |
|    | Italia (bandiera)   | A     | Francesco Pernigo |
|    | Ungheria (bandiera) | A     | Stefan Turbeky    |
|    | Italia (bandiera)   | A     | Quinto Bertoloni  |
|    | Italia (bandiera)   | A     | Antonio Torreano  |
|    | Italia (bandiera)   | A     | Lelio Antoniotti  |

## Risultati

### Serie A

#### Girone di andata
| Arbitro: | Canavesio (Torino) |

|                     |           |  |
| Bacci 44’ Zecca 88’ | Marcatori |  |

| Arbitro: | Bellè (Venezia) |

|  |           |                                   |
|  | Marcatori | 32’ (rig.) 61’ Nyers I 89’ Wilkes |

| Arbitro: | Agnolin (Bassano del Grappa) |

|                                            |           |             |
| Cervellati 19’ Cappello 27’ Cervellati 84’ | Marcatori | 17’ Turbeky |

| Arbitro: | Tassini (Verona) |

|           |           |  |
| Borra 76’ | Marcatori |  |

| Arbitro: | Bernardi (Bologna) |

|                       |           |                                  |
| Toros 16’ Pernigo 38’ | Marcatori | 26’, 64’ Burini 70’, 72’ Nordahl |

| Arbitro: | Cambi (Livorno) |

|                 |           |                |
| Carapellese 75’ | Marcatori | 53’ Turconi II |

| Arbitro: | Canavesio (Torino) |

|             |           |                        |
| Pernigo 34’ | Marcatori | 68’ Hansen 75’ Caprile |

| Arbitro: | Corallo (Lecce) |

|                  |           |  |
| Leduc 15’ (aut.) | Marcatori |  |

| Arbitro: | Massai (Pisa) |

|            |           |                  |
| Vitali 53’ | Marcatori | 75’ (aut.) Zanon |

| Arbitro: | Coppolone (Bari) |

|                                   |           |             |
| Barsanti 55’ Guarnieri 64’ (rig.) | Marcatori | 29’ Kincses |

| Arbitro: | Galeati (Bologna) |

|            |           |  |
| Ghindi 71’ | Marcatori |  |

| Arbitro: | Orlandini (Roma) |

|  |           |                      |
|  | Marcatori | 21’, 47’, 69’ Praest |

| Arbitro: | Pieri (Trieste) |

|                           |           |                      |
| Tortarolo 21’ Alarcón 39’ | Marcatori | 75’ (rig.) Guarnieri |

| Arbitro: | Silvano (Torino) |

|                              |           |  |
| Turconi II 66’ Guarnieri 82’ | Marcatori |  |

| Arbitro: | Liverani (Torino) |

|               |           |               |
| Stradella 20’ | Marcatori | 67’ Guarnieri |

| Busto Arsizio 18 dicembre 1949 16ª giornata | Pro Patria        | 0 – 0 | Triestina | Stadio Comunale\| Arbitro: \| Bertolio (Torino) \| |
| Arbitro:                                    | Bertolio (Torino) |       |           |                                                    |

| Arbitro: | Gamba (Napoli) |

|           |           |              |
| Toros 17’ | Marcatori | 73’ Bassetto |

| Arbitro: | Canavesio (Torino) |

|             |           |  |
| Cecconi 28’ | Marcatori |  |

| Arbitro: | Boffardi (Genova) |

|                                                     |           |           |
| Janda 55’ (rig.) Galassi 66’ Janda 61’ Sperotto 69’ | Marcatori | 83’ Pozzi |

#### Girone di ritorno
| Arbitro: | Bellè (Venezia) |

|                                 |           |              |
| Borra 48’ Maestrelli 66’ (aut.) | Marcatori | 10’ Spartano |

| Arbitro: | Corallo (Lecce) |

|                        |           |  |
| Achilli 44’ Amadei 86’ | Marcatori |  |

| Arbitro: | Massai (Pisa) |

|                                             |           |                                           |
| Borra 54’ (rig.) La Rosa 61’ Turconi II 90’ | Marcatori | 20’ (aut.) Fossati 79’ Gritti 89’ Tacconi |

| Arbitro: | Dattilo (Roma) |

|                                 |           |                           |
| Ferraris II 22’, 67’ Pløger 75’ | Marcatori | 5’ La Rosa 78’ Turconi II |

| Arbitro: | Longagnani (Modena) |

|                                                                                                |           |                |
| Gren 6’ Nordahl 10’ Annovazzi 43’ Liedholm 44’ Gren 65’ (rig.) Nordahl 68’ (rig.) Candiani 73’ | Marcatori | 35’ Turconi II |

| Arbitro: | Gemini (Roma) |

|                                                                      |           |              |
| Barsanti 2’ La Rosa 4’ Toros 9’ Borra 57’ Turconi II 59’ La Rosa 75’ | Marcatori | 64’ Giuliano |

| Arbitro: | Liverani (Torino) |

|                         |           |             |
| Cergoli 24’ Caprile 52’ | Marcatori | 79’ La Rosa |

| Venezia 5 marzo 1950 27ª giornata | Venezia        | 0 – 0 | Pro Patria | Stadio Pierluigi Penzo\| Arbitro: \| Pera (Firenze) \| |
| Arbitro:                          | Pera (Firenze) |       |            |                                                        |

| Arbitro: | Silvano (Torino) |

|                       |           |           |
| Martini 15’ Viney 89’ | Marcatori | 56’ Curti |

| Arbitro: | Gemini (Roma) |

|                  |           |                                       |
| Viney 24’ (aut.) | Marcatori | 19’ Turconi II 32’ Borra 90’ Barsanti |

| Busto Arsizio 26 marzo 1950 30ª giornata | Pro Patria         | 0 – 0 | Como | Stadio Comunale\| Arbitro: \| Bernardi (Bologna) \| |
| Arbitro:                                 | Bernardi (Bologna) |       |      |                                                     |

| Arbitro: | Tassini (Verona) |

|                                   |           |          |
| Muccinelli 36’ J. Hansen 46’, 84’ | Marcatori | 5’ Pozzi |

| Arbitro: | Agnolin (Bassano del Grappa) |

|                         |           |  |
| Barsanti 2’ La Rosa 11’ | Marcatori |  |

| Palermo 23 aprile 1950 33ª giornata | Palermo        | 0 – 0 | Pro Patria | Stadio La Favorita\| Arbitro: \| Savio (Torino) \| |
| Arbitro:                            | Savio (Torino) |       |            |                                                    |

| Arbitro: | Bellè (Venezia) |

|                        |           |           |
| Barsanti 19’ Borra 77’ | Marcatori | 33’ Vörös |

| Arbitro: | Bertolio (Torino) |

|                              |           |                    |
| Zorzin 6’ (rig.) Boscolo 41’ | Marcatori | 29’, 50’ Guarnieri |

| Arbitro: | Longagnani (Modena) |

|                                            |           |                                       |
| Lucentini 4’ Agostinelli 10’ Lucentini 77’ | Marcatori | 21’ Toros 27’ (rig.) 45’ (rig.) Borra |

| Arbitro: | Silvano (Torino) |

|              |           |  |
| Guarnieri 3’ | Marcatori |  |

| Arbitro: | Savio (Torino) |

|                                       |           |  |
| Toros 8’ Guarnieri 50’ Antoniotti 75’ | Marcatori |  |

## Statistiche

### Statistiche di squadra
| Competizione | Punti | In casa | In casa | In casa | In casa | In casa | In casa | In trasferta | In trasferta | In trasferta | In trasferta | In trasferta | In trasferta | Totale | Totale | Totale | Totale | Totale | Totale | DR  |
| Competizione | Punti | G       | V       | N       | P       | Gf      | Gs      | G            | V            | N            | P            | Gf           | Gs           | G      | V      | N      | P      | Gf     | Gs     | DR  |
| ------------ | ----- | ------- | ------- | ------- | ------- | ------- | ------- | ------------ | ------------ | ------------ | ------------ | ------------ | ------------ | ------ | ------ | ------ | ------ | ------ | ------ | --- |
| Serie A      | 34    | 19      | 10      | 5       | 4       | 31      | 22      | 19           | 1            | 7            | 11           | 19           | 39           | 38     | 11     | 12     | 15     | 50     | 61     | -11 |

### Statistiche dei giocatori
| Giocatore     | Serie A  | Serie A |
| Giocatore     | Presenze | Reti    |
| ------------- | -------- | ------- |
| L. Antoniotti | 4        | 1       |
| A. Azimonti   | 37       | 0       |
| G. Barsanti   | 28       | 5       |
| Q. Bertoloni  | 7        | 0       |
| A. Borra      | 35       | 8       |
| E. Cavigioli  | 11       | 0       |
| C. Ceriotti   | 1        | 0       |
| A. Fossati    | 38       | 0       |
| U. Guarnieri  | 23       | 8       |
| F. La Rosa    | 22       | 6       |
| G. Martini    | 23       | 1       |
| F. Pernigo    | 9        | 2       |
| P. Pozzi      | 33       | 2       |
| G. Toros      | 26       | 5       |
| A. Torreano   | 5        | 0       |
| S. Turbeky    | 8        | 1       |
| A. Turconi    | 33       | 7       |
| A. Uboldi     | 38       | -61     |
| J. Vinyei     | 37       | 1       |